# グランヴィル・レドモンド

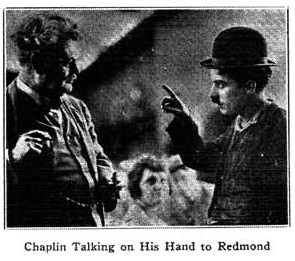
チャップリンとレドモンド

グランヴィル・レドモンド（Granville Richard Seymour Redmond、1871年3月9日 - 1935年5月24日）はアメリカ合衆国の画家である。「トーナリズム」や「カリフォルニア印象派」を代表する画家である。聴覚障害者で、チャールズ・チャップリンの友人となり、チャップリンの映画にも出演した。

## 略歴
フィラデルフィアで生まれた。2歳半の時、猩紅熱に罹り、3歳で回復したが聴覚を失った。家族はレドモンドの教育の機会を与える目的もあって、カリフォルニア州サンノゼへ移住し、レドモンドはバークレー聾学校に入学した。1879年から1890年まで、バークレー聾学校で学び、芸術的才能を見出され、聾学校の教師、デステラ(Theophilus D'Estrella:1851-1929)から絵画を学んだ
。卒業後、サンフランシスコのカリフォルニア絵画学校(California School of Design)に入学し、アーサー・フランク・マシューズ(Arthur Frank Mathews)やジュラン(Amédée Joullin)に学んだ。カリフォルニアで活動していたピアッツォーニ(Gottardo Piazzoni)といった画家と親しくなり、ピアッツォーニはアメリカ式手話を覚え、共同生活を送った。1893年にカリフォルニア聾学校の奨学金を得て、パリの美術学校、アカデミー・ジュリアンに留学し、ジャン＝ポール・ローランスとジャン＝ジョセフ・バンジャマン＝コンスタンに学んだ。カリフォルニア聾学校の卒業生で彫刻家のティルデン(Douglas Tilden)と同室に住みパリで学び、1895年のサロン・ド・パリへの出展が受理された。
1898年にカリフォルニアに戻り、ロサンジェルスに住んだ。1899年に結婚し、3人の子供が生まれた。ロサンジェルスに住んでいる間にチャールズ・チャップリンと友人になった。チャップリンはアメリカ式手話を使う障害者の表現力に着目し、サイレント映画の技法に助言を求めた。チャップリンは画家の技量を認め、撮影所にスタジオを与え、レドモンドの作品を収集した。「街の灯」の彫刻家の役など俳優としても起用した。
画家としては多くの風景画を描いた。

## 作品

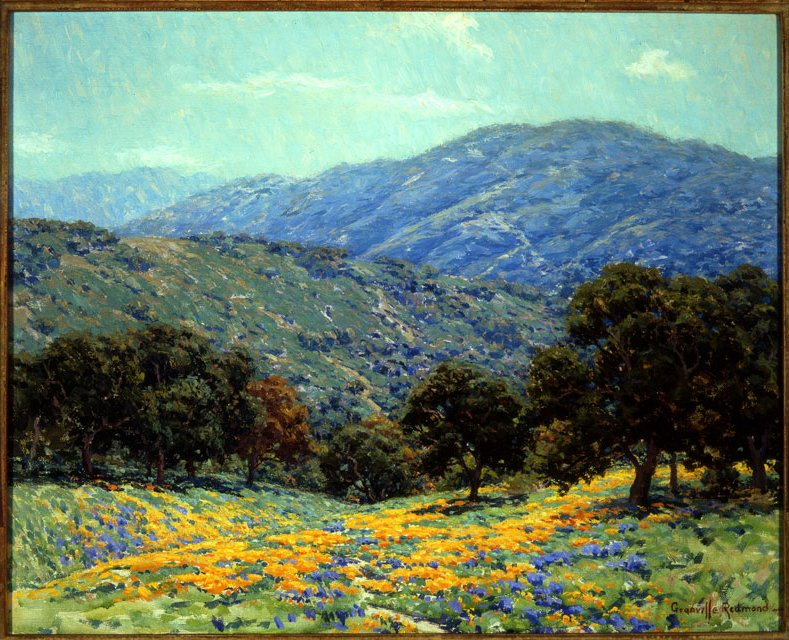
"Flowers Under the Oaks"
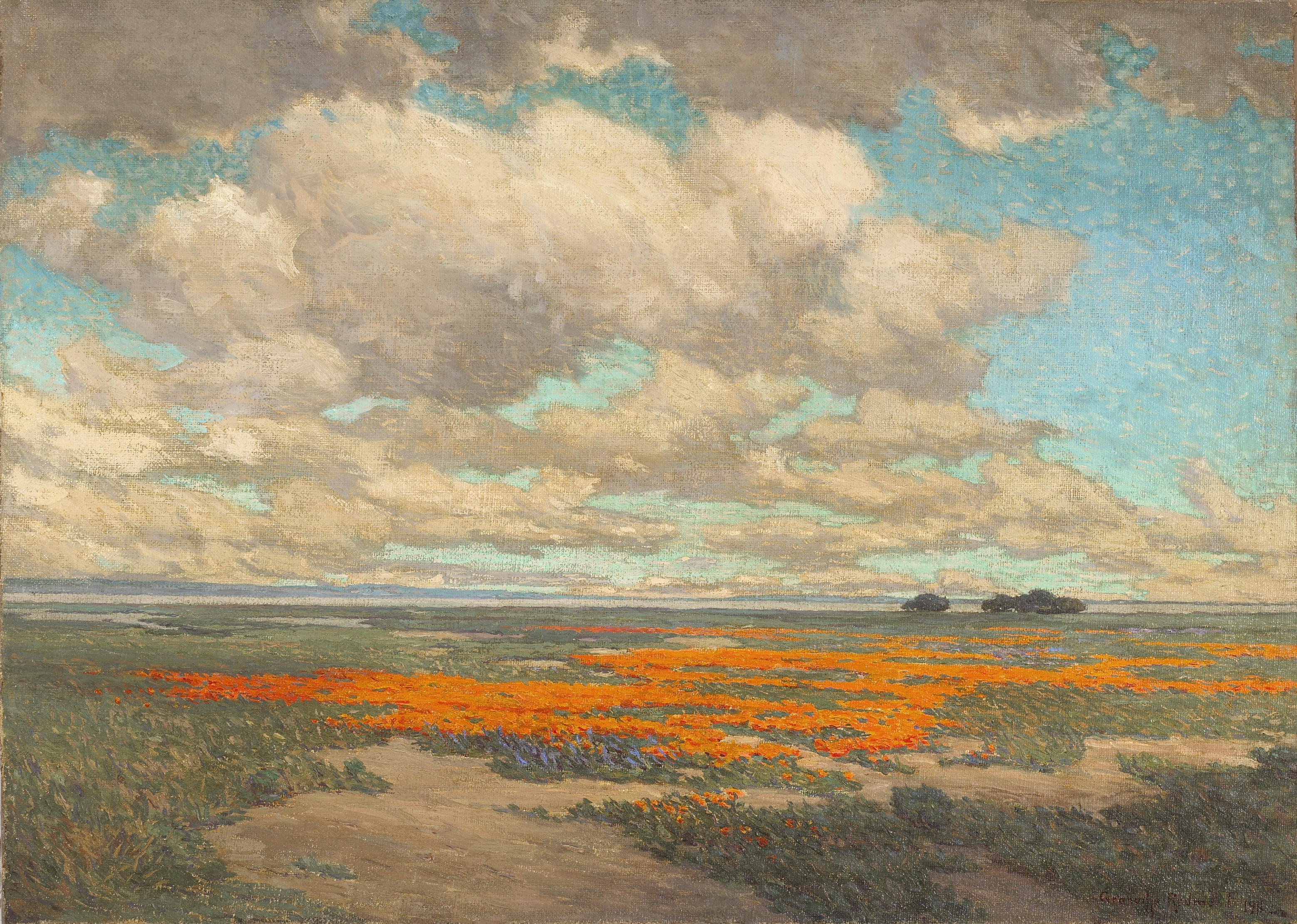
"A Field of California Poppies" (1911)
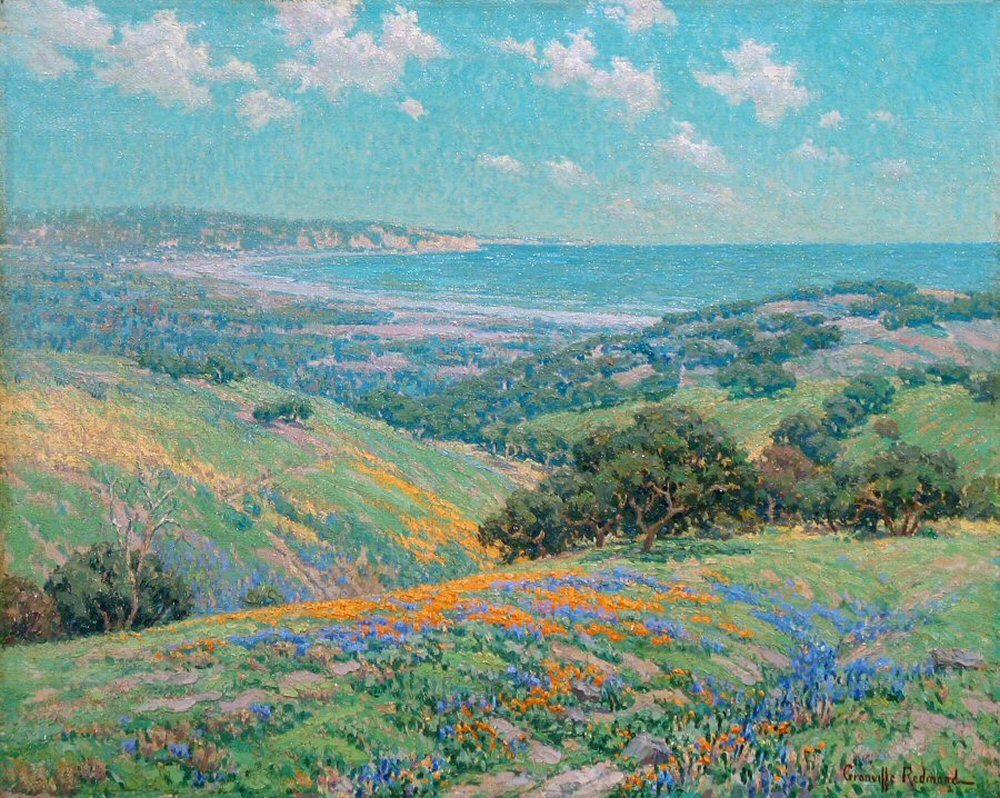
"Malibu Coast, Spring" (c.1829)
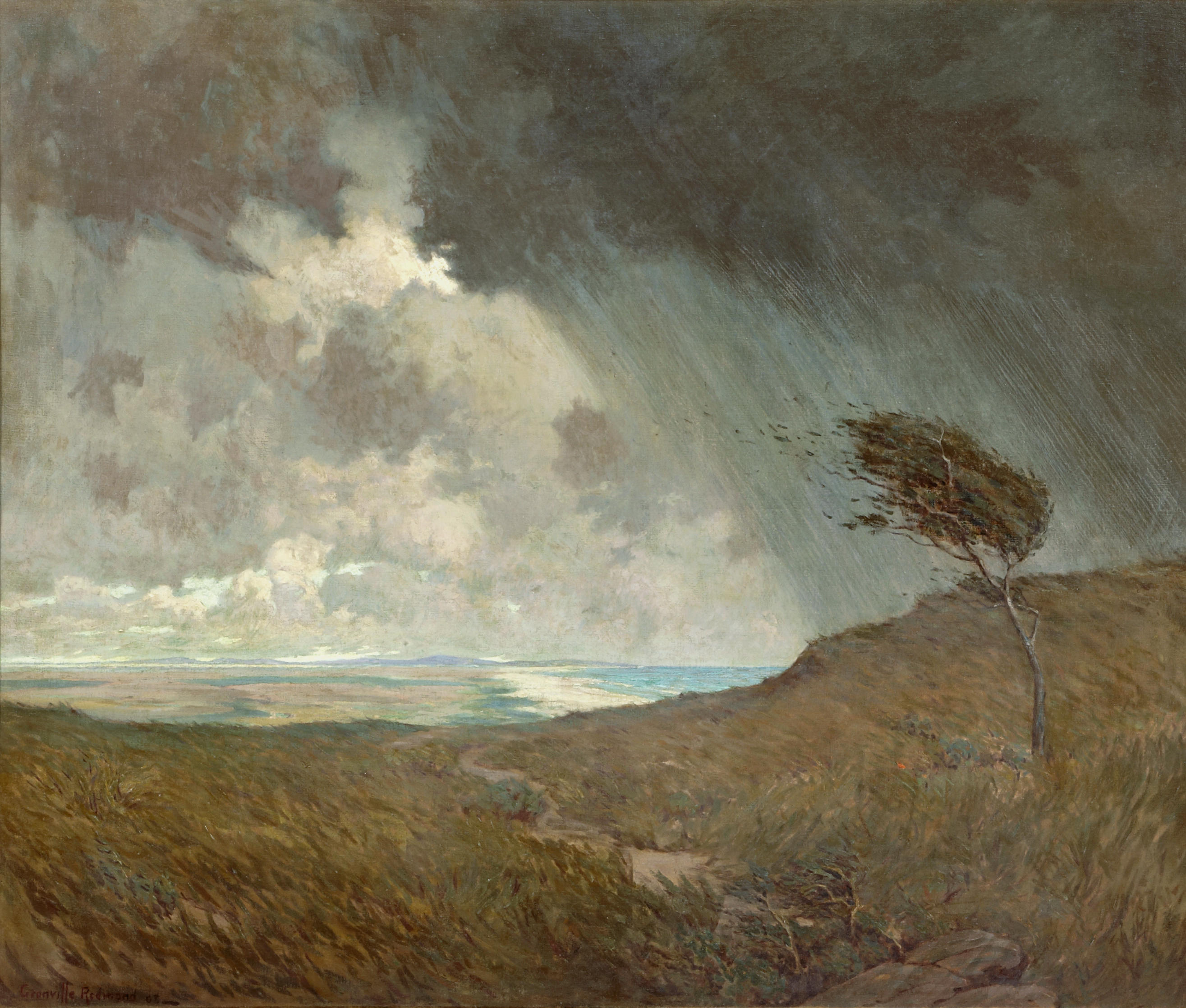
"Coastal storm" (1905)

## 映画出演
出典：
- 犬の生活（1918年）
- サニーサイド（1919年）
- 一日の行楽（1919年）
- 三銃士（1921年）
- キッド（1921年）
- のらくら（1921年）
- 巴里の女性（1923年）
- A Regular Fellow（1925年）
- 驚くべからず（英語版）[3]（1926年）
- 街の灯（1931年）